# MACHO
MACHO (「まっちょ」または「まちょー」、MAssive  Compact Halo Object、質量を持つコンパクトなハロー天体) は、銀河のハローに存在するとされる太陽質量程度の天体を指す天体物理学用語。

## 概要
電磁波をほとんど放出しないため、現在の観測能力では検出できないが理論的に存在が予想されている暗黒物質の候補のことである。語源はスペイン語 「男性」 machoだが、英語では「男っぽさをウリにする強がり」の意味で使われるため、別の暗黒物質の候補であるWIMP (Weakly Interactive Massive Particle 弱い相互作用しかしないが質量を持つであろう粒子) が「弱虫 (wimp)」 を意味することとの対比になっている。
MACHOの候補としては、褐色矮星、自由浮遊惑星などの恒星になれなかった小質量の天体や、小質量ブラックホール、中性子星、白色矮星などのコンパクト天体が考えられている 。重力レンズ効果を利用した重力マイクロレンズ法を用いてこれらの天体を検出する試みが行われ、実際にMACHOの存在が確認されたが、同時に銀河の回転曲線問題を説明できるほど推定存在量が多くないこともわかった。